# AFL (serie de videojuegos)
La serie de videojuegos AFL es una serie de videojuegos de fútbol australiano basados en la AFL. Lanzado originalmente por Beam Software, desde entonces ha sido desarrollado por varios otros desarrolladores de juegos.

## Juegos de la serie
| 1991 | Aussie Rules Footy                 |
| 1992 |                                    |
| 1993 |                                    |
| 1994 |                                    |
| 1995 |                                    |
| 1996 | AFL Finals Fever                   |
| 1997 | AFL 98                             |
| 1998 | AFL 99                             |
| 1999 |                                    |
| 2000 |                                    |
| 2001 | Kevin Sheedy's: AFL Coach 2002     |
| 2002 | AFL Live 2003                      |
| 2003 | AFL Live 2004                      |
| 2004 | AFL Live: Premiership Edition      |
| 2005 | AFL Premiership 2005               |
| 2006 | AFL Premiership 2006               |
| 2007 | AFL Premiership 2007               |
| 2008 |                                    |
| 2009 | AFL Mascot Manor AFL Challenge     |
| 2010 |                                    |
| 2011 | AFL Live AFL AFL: Gold Edition     |
| 2012 | AFL Live: Game of the Year Edition |
| 2013 | AFL Live 2                         |
| 2014 | AFL Live 2: Season Pack 2014       |
| 2015 |                                    |
| 2016 |                                    |
| 2017 | AFL Evolution                      |
| 2018 | AFL Evolution: Season Pack 2018    |
| 2019 |                                    |
| 2020 | AFL Evolution 2                    |

### Aussie Rules Footy
Fue el primer videojuego de la AFL. El juego consiste en jugar un juego de fútbol australiano desde una perspectiva en tercera persona, con la capacidad de realizar las acciones básicas de un jugador típico de este deporte. El juego puede ser jugado por una persona o por dos jugadores uno contra el otro. También hay un modo de patada a patada y un modo de temporada en el que de uno a seis jugadores pueden jugar múltiples juegos en una temporada que termina con una gran final. Fue desarrollado por Beam Software y publicado por Mattel.

### AFL Finals Fever
Fue lanzado para PC con Windows solo el 9 de junio de 1996. Podrías jugar como uno de los 16 clubes de la temporada de la AFL de 1996. También fue el último videojuego de la serie que presentó a los Fitzroy Lions y los Brisbane Bears como equipos jugables antes de que se fusionaran. El juego también fue el primer juego desarrollado por Blue Tongue Entertainment y fue publicado por Cadability.

### AFL 98
Fue lanzado en 1997 para Microsoft Windows. Se basó en la temporada de 1997. Había 16 equipos disponibles en el juego y fue el primero de la serie en presentar Brisbane Lions y Port Adelaide. También es el primer juego de la serie que tiene comentarios, proporcionados por Bruce McAvaney. El juego fue desarrollado por Creative Assembly y publicado por EA Sports.

### AFL 99
Fue lanzado en 1998 para PlayStation y Microsoft Windows. Estaba basado en la temporada de 1998 y podías jugar como cualquiera de los 16 equipos. El comentario lo proporcionan Bruce McAvaney y Leigh Matthews. El juego fue desarrollado por Creative Assembly y publicado por EA Sports. La música del juego fue compuesta por Jeff van Dyck.

### Kevin Sheedy AFL Coach 2002
Fue el primer videojuego de AFL desarrollado por IR Gurus. El juego fue lanzado como un juego solo para PC. En el juego, asumes el papel de un entrenador de la AFL, le dices a tus jugadores comandos como el tipo de juego que quieres que jueguen (ataque, defensa, normal) y cuándo intercambiar. Se vendió bien para un juego de IR Gurus de "entonces", pero no demasiado bien en el mercado.

### AFL Live 2003
Fue lanzado para Microsoft Windows, PlayStation 2 y Xbox. El juego se basa en la temporada 2002 de la AFL con listas de equipos. Fue lanzado por primera vez el 5 de septiembre de 2002 en Australia. Fue desarrollado por IR Gurus y publicado por Acclaim Entertainment. También es el primer juego de la serie que presenta una introducción de acción en vivo de los juegos de la AFL en la temporada 2003. El juego solo se lanzó en Australia.

### AFL Live 2004
Fue lanzado para Microsoft Windows, PlayStation 2 y Xbox el 28 de agosto de 2003. El juego se basa en la temporada de la AFL de 2003 con listas de equipos basadas en ese año. AFL Live 2003 incluye los 16 equipos oficiales de la AFL y los 8 estadios que fueron, MCG, Telstra Dome, Optus Oval, Kardinia Park, AAMI Stadium, Subiaco Oval, Gabba, SCG. También incluyó los 22 partidos en casa y fuera de casa y la serie final. El juego fue publicado por Acclaim con la canción Lost Control de Grinspoon .como la canción de introducción. Fue desarrollado por IR Gurus.

### AFL Live: Premiership Edition
Fue lanzado para Microsoft Windows, PlayStation 2 y Xbox el 29 de abril de 2004. El juego se basa en la temporada de la AFL de 2004 con listas de equipos basadas en ese año. Fue desarrollado por IR Gurus y fue el último juego de AFL publicado por Acclaim Entertainment, antes de su quiebra el 1 de septiembre de 2004.

### AFL Premiership 2005
Se basa en la temporada 2005 de la AFL y se lanzó solo para PlayStation 2. Esta es la próxima edición después de AFL Premiership Edition. Cuando Acclaim cerró sus operaciones en Australia, Sony Computer Entertainment obtuvo los derechos de publicación y distribución del juego. Debido a que Sony Computer Entertainment tuvo un período exclusivo con el título, inicialmente solo se lanzó en PlayStation 2. Sin embargo, THQ lanzó una versión del juego para Microsoft Windows y Xbox. Fue lanzado el 22 de septiembre de 2005 y solo está disponible en Australia.

### AFL Premiership 2006
AFL Premiership 2006 es el décimo juego de la serie. una continuación de AFL Premiership 2005, se basa en la temporada AFL 2006 y se lanzó solo para PlayStation 2. El sistema de patadas renovado requiere que los jugadores cronometren las pulsaciones del botón para patear recto, porque si se mantiene pulsado durante demasiado tiempo, la pelota girará hacia el lado opuesto. Hay varios modos: modo de entrenamiento (proporciona los conceptos básicos), partido corto, Copa de magos, Premiership y Finales. Una multitemporada recientemente introducida permite la gestión de ciertos aspectos del equipo. Eso incluye cosas como mejorar las habilidades de los jugadores, intercambiar jugadores al final de la temporada y poner énfasis en el draft.

### AFL Premiership 2007
Es un juego de simulación para PlayStation 2 basado en la AFL. El juego marca el juego final de AFL desarrollado por la compañía de juegos australiana IR Gurus y fue publicado por Sony Computer Entertainment, la séptima colaboración de IR Gurus en la serie, y fue lanzado el 28 de junio de 2007. El juego incluye los 16 equipos, más de 600 Jugadores de la AFL con estadísticas actualizadas y todo el estadio principal. Los modos de juego en AFL Premiership 2007 son Single Match, Season Mode, Career Mode, Mission Mode y Training Mode. Fue una continuación de AFL Premiership 2006.

### AFL Challenge
Fue lanzado para PlayStation Portable. El juego fue desarrollado por Wicked Witch Software y coeditado por Tru Blu Entertainment y Sony Computer Entertainment. Fue lanzado el 10 de septiembre de 2009. El juego se basa en la temporada 2009 de la AFL e incluye a los 16 equipos y jugadores.

### AFL Live
Fue lanzado para Microsoft Windows, PlayStation 3 y Xbox 360 basado en la temporada 2011 de la AFL. Fue desarrollado por Big Ant Studios y lanzado el 21 de abril de 2011. La edición Juego del año, una versión actualizada del juego para la temporada 2012 de la AFL, fue lanzada el 6 de junio de 2012.

### AFL(2011)
Fue lanzado para Wii el mismo año que AFL Live, basado en la temporada 2011 de AFL. Cuenta con más mecánicas de gestión que Live, con una campaña de diez años, así como multijugador de hasta 8 jugadores. Al igual que con los otros sistemas, en junio de 2012 se lanzó nuevamente una edición de Juego del año con jugadores y lugares de 2012.

### AFL Live 2
Se lanzó para PlayStation 3 y Xbox 360 el 12 de septiembre de 2013. El paquete de temporada de 2014 se lanzó el 30 de junio de 2014 para Xbox 360 y PlayStation 3 el 9 de julio de 2014. Se lanzó un puerto móvil en iOS el 28 de mayo de 2015 y Android el 26 de septiembre de 2015.

### AFL Evolution
Fue lanzado para Microsoft Windows, PlayStation 4 y Xbox One. Fue desarrollado por Wicked Witch Software y se lanzó el 5 de mayo de 2017 para PlayStation 4 y Xbox One, con la versión de Microsoft Windows lanzada el 21 de julio de 2017 a través de Steam. El paquete de temporada 2018 se lanzó más tarde el 3 de mayo de 2018.

### AFL Evolution 2
Se lanzó para Microsoft Windows, PlayStation 4, Xbox One y Nintendo Switch.

## Otros títulos
- AFL Mascot Manor

Fue lanzado para Nintendo DS el 2 de julio de 2009. Centrado más en las mascotas de la liga que en el deporte en sí, el componente central del juego es la aventura que experimentarán los jugadores Mascot en los mundos temáticos.
- AFL: Gold Edition

Es un videojuego de simulación de la AFL para iOS basado en la temporada de la AFL de 2011, lanzado el 14 de diciembre de 2011. La actualización de la temporada de la AFL de 2012 se lanzó el 4 de junio de 2012. Fue desarrollado por Wicked Witch Software y tenía una jugabilidad similar a la de la AFL en Wii.